# (1014) Semphyra
(1014) Semphyra es un asteroide que forma parte del cinturón de asteroides y fue descubierto por Karl Wilhelm Reinmuth el 29 de enero de 1924 desde el observatorio de Heidelberg-Königstuhl, Alemania.

## Designación y nombre
Semphyra se designó al principio como 1924 PW.
Más tarde fue nombrado por Semphyra, un personaje de las obras del escritor ruso Aleksandr Pushkin (1799-1937).

## Características orbitales
Semphyra orbita a una distancia media del Sol de 2,803 ua, pudiendo acercarse hasta 2,243 ua y alejarse hasta 3,364 ua. Tiene una inclinación orbital de 2,268° y una excentricidad de 0,1999. Emplea en completar una órbita alrededor del Sol 1714 días.